# Kirkop
Kirkop é um povoado da ilha de Malta em Malta.